# WYSIWYG
WYSIWYG (произнася се уизиуиг) е термин, използван при компютърните програми (акроним на What You See Is What You Get – каквото виждате, това получавате, или още това, което виждате, е това, което получавате (ТКВЕТКП)). WYSIWYG системи са тези, при които съдържанието по време на редактиране изглежда като крайния резултат. Терминът е контрастен на WYSIWYM.
Често се отнася за софтуерни програми като настолни издателски системи, дигитални текстообработващи и други видове редактори, при които редакционният екран показва материала точно във вида, в който ще бъде отпечатан или показан пред потребителя. Също се използва при програми за редактиране на уебстраници.
Типични WYSIWYG редактори са:
- Microsoft Word – текстообработваща програма;
- Adobe Dreamweaver – популярен редактор на уебсайтове;
- Microsoft FrontPage – друг редактор на сайтове;
- OpenOffice.org – свободен офис пакет;
- Ckeditor и др.